# Blitz
Pour les articles homonymes, voir Blitz (homonymie).
Ne doit pas être confondu avec Blitzkrieg.
 (janvier 2017).
Si vous disposez d'ouvrages ou d'articles de référence ou si vous connaissez des sites web de qualité traitant du thème abordé ici, merci de compléter l'article en donnant les références utiles à sa vérifiabilité et en les liant à la section « Notes et références ».
Seconde Guerre mondiale
Batailles
Front d'Europe de l'Ouest
- Campagnes du Danemark et de Norvège
- Bataille de France
- Bataille de Belgique
- Bataille des Pays-Bas
- Bataille d'Angleterre
- Blitz
- Opération Myrmidon
- Opération Ambassador
- Raid de Dieppe
- Sabordage de la flotte française à Toulon
- Bataille aérienne de Berlin
- Bataille de Normandie
- Débarquement de Provence
- Libération de la France
- Campagne de la ligne Siegfried
- Bataille du Benelux
- Poche de Breskens
- Bataille des Vosges (Bruyères)
- Bataille des Ardennes
- Bataille de Saint-Vith
- Siège de Bastogne
- Opération Bodenplatte
- Opération Nordwind
- Campagne de Lorraine
- Bataille d'Alsace (Forêt de la Hardt, Poche de Colmar Jebsheim)
- Campagne d'Allemagne
- Raid de Granville
- Libération d'Arnhem
- Bataille de Groningue
- Insurrection géorgienne du Texel
- Bataille de Slivice
- Capitulation allemande

Front d’Europe de l’Est

Campagnes d'Afrique, du Moyen-Orient et de Méditerranée

Bataille de l’Atlantique

Guerre du Pacifique

Guerre sino-japonaise

Théâtre américain
Le Blitz (terme allemand signifiant « éclair ») est la campagne de bombardements stratégiques durant la Seconde Guerre mondiale menée par l'aviation allemande contre le Royaume-Uni du 7 septembre 1940 au 11 mai 1941. Il s'agit de l'opération la plus connue de la bataille d'Angleterre.
Elle toucha principalement Londres mais également Coventry, Plymouth, Birmingham et Liverpool, et aussi les villes historiques de Canterbury et Exeter et la station balnéaire de Great Yarmouth. 41 000 à 43 000 civils furent tués et 90 000 à 150 000 blessés selon des chiffres officiels. Près de 3,75 millions de Britanniques évacuèrent Londres et les principales villes. Toutefois, ce procédé utilisé par le Troisième Reich qui avait pour but de démoraliser le peuple britannique ne fonctionna pas et n'empêcha pas celui-ci de soutenir l'effort de guerre du pays.

## Principaux bombardements
Le Blitz commence le 7 septembre quand une armada de 320 bombardiers escortée par 600 chasseurs bombardent Londres, faisant environ 500 morts et 1 137 blessés graves. Le palais de Buckingham est touché le 11 septembre. Le 11 octobre, la cathédrale Saint-Paul est touchée par une bombe. L'église devient alors l'un des symboles de la résistance anglaise. Le 14-15 novembre : opération Sonate au clair de lune, bombardement de Coventry qui n’abritait aucun centre d’armement d’importance majeur, tue 568 habitants et fait 863 blessés dont 723 hospitalisés, c'est la première tempête de feu. La Chambre des communes est touchée le 8 décembre. La ville de Manchester, abritant la construction des bombardiers Avro Manchester & Avro Lancaster, est visée lors de l'épisode connu comme le Manchester Blitz les nuits du 22 décembre 1940 au 23 décembre 1940 et du 23 au 24 décembre 1940 faisant 684 morts et plus de 2000 blessés. Le 29 décembre, des bombes incendiaires ravagent Londres. Le 13 mars a lieu le bombardement de Clydeside, près de Glasgow, qui fait 528 morts. En représailles, la Royal Air Force bombarde Berlin le 9 avril. Il y a ensuite cinq nuits de bombardements consécutifs sur Plymouth du 21 avril au 25 avril, puis une semaine de raid sur Liverpool du 1er au 7 mai. Un important raid sur Londres a lieu le 10 mai. Le dernier raid a lieu le 21 mai et atteint Birmingham, cette attaque marque la fin du Blitz.

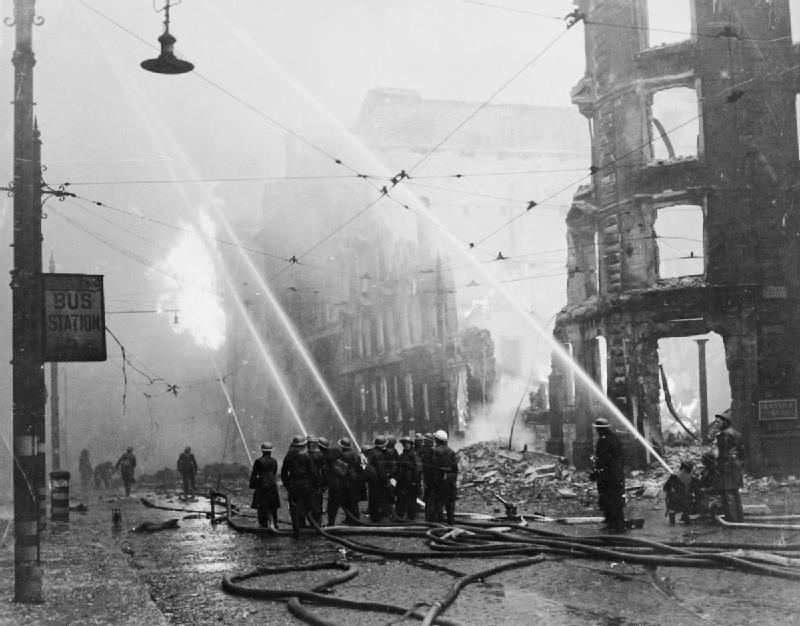
Des pompiers dirigent leurs lances vers des bâtiments en feu à Manchester après une attaque aérienne.

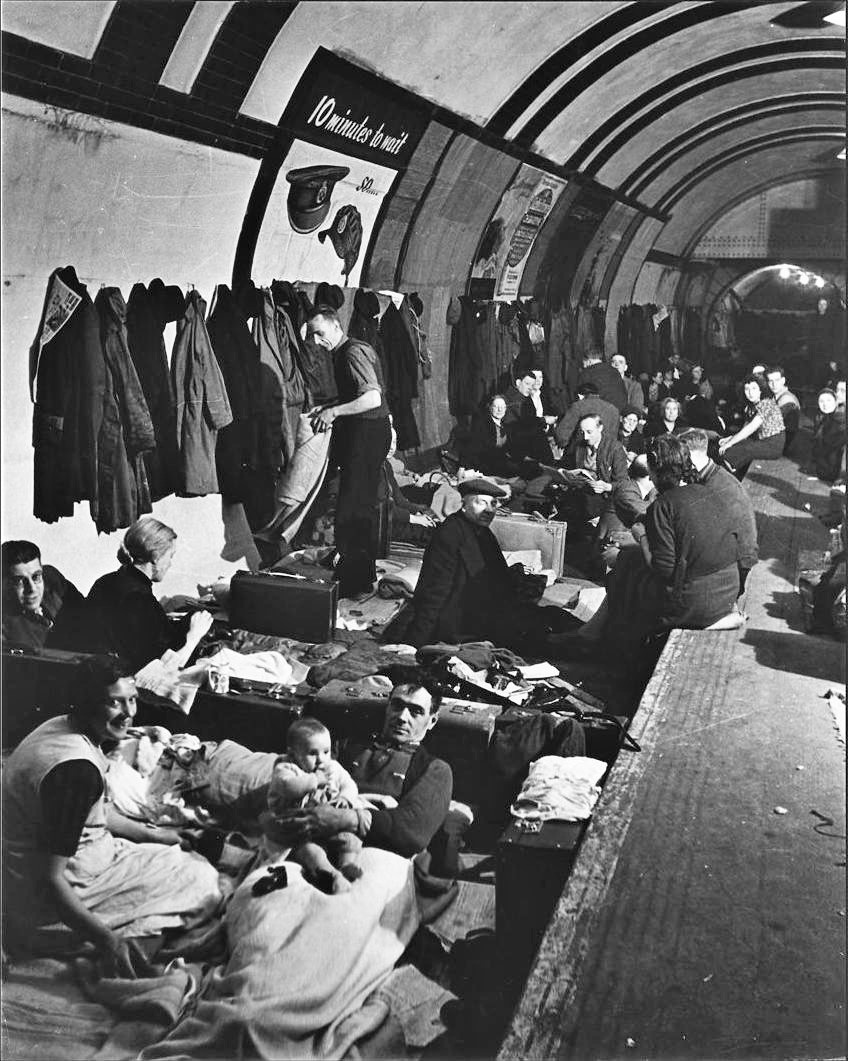
Alerte aérienne ; population réfugiée dans le métro de Londres.

L'attaque des centres de production industriels incluant des populations civiles dans un cadre de destruction stratégique est reprise par les Alliés sur une échelle bien supérieure.
En juillet 1940, après la fin de la bataille de France, alors qu’une grande partie de l’Europe est sous occupation allemande, Hitler propose aux Britanniques une paix de compromis avec l’Allemagne et de nouvelles négociations. Churchill refusa, tout en sachant que le Royaume-Uni serait la prochaine cible. La campagne menée par les Britanniques en Norvège avait échoué, tandis que leur force expéditionnaire avait essuyé une cuisante défaite en France. Hitler décide d’envahir le Royaume-Uni, mais il sait que pour ce faire il doit avoir la suprématie du ciel et donc anéantir la Royal Air Force.
Il y avait d'un côté le maréchal de l'Air, Sir Hugh Dowding, commandant les avions de chasse du Fighter Command de la RAF ; et de l'autre Hermann Göring, chef de la Luftwaffe, l'aviation de combat allemande, et les maréchaux Albert Kesselring et Hugo Sperrle, qui commandaient les 2e et 3e flottes aériennes. Les Britanniques engagèrent 55 escadrons du Fighter Command, soit 850 chasseurs (Spitfire et Hurricane), et 3 080 pilotes. Les Allemands disposaient de 1 000 chasseurs, de 1 200 bombardiers (Junkers Ju 88, Dornier Do 17 et Heinkel He 111), de 280 bombardiers en piqué (Stukas), et de 375 chasseurs-bombardiers (Messerschmitt bf 109 ou 110), soit 10 000 hommes d'équipage. La première bataille de l'histoire entièrement livrée dans les airs se déroula du 10 juillet au 31 octobre 1940.
Le 13 août 1940, la grande offensive allemande, qui devait être décisive (le nom de code de l'opération était Adlertag, le Jour de l'aigle), fut lancée dans l'après-midi. La Luftwaffe, commandée par Göring, effectua 1 000 sorties de chasse et 485 sorties de bombardement. Elle perdit 45 bombardiers et chasseurs, tandis que les Britanniques perdaient 13 chasseurs.
Le 14, le temps qui se dégradait (il était déjà mauvais le 13) obligea les Allemands à n'engager que le tiers des flottes de Kesselring et de Sperrle qui avaient été utilisées la veille.[réf. souhaitée] Le 15, la 5e flotte du général Stumpff, qui était stationnée au Danemark et en Norvège, vint aider les autres flottes ; il engagea tous ses chasseurs et la moitié de ses bombardiers, soit au total 1 000 appareils. La RAF dut repousser au cours de cette journée 5 attaques successives. 75 appareils allemands furent détruits et 35 chasseurs britanniques abattus.
Le 16 et le 17 les attaques se poursuivirent, mais n'eurent aucun résultat. Du 18 au 23 les opérations durent être suspendues à cause du mauvais temps. En 10 jours une centaine d'appareils britanniques avaient été détruits, contre 100 chasseurs et 450 bombardiers pour les Allemands. De plus, ces derniers avaient dû renoncer à l'emploi des Stukas, trop vulnérables, et des Me‑110, trop lents.
Le 24, Göring lança sa seconde offensive. Les raids furent concentrés sur les pistes d'envol, les hangars, les stations radar, les centres de contrôle aérien et les usines d'aviation britanniques. Pendant 14 jours, c'est-à-dire jusqu'au 6 septembre, la RAF effectua en moyenne plus de 700 sorties quotidiennes, étant constamment en état d'alerte. Les Britanniques perdirent 295 chasseurs et 171 autres furent gravement endommagés, tandis que la Luftwaffe perdait 530 appareils. Début septembre, la RAF commença à manquer de pilotes et d'appareils.
Le 24 août 1940 se produisit un événement qui changea le cours de la bataille. Un bombardier Heinkel He 111, croyant attaquer la raffinerie de Thameshaven (en), largua ses bombes par erreur sur Londres, un objectif qui ne devait être attaqué que sur l'ordre personnel de Hitler. En représailles, dans la nuit du 25 août 1940, la RAF parvint à lâcher quelques bombes sur Berlin. Hitler se lança dans une diatribe contre les Britanniques : « S'ils bombardent nos villes, nous raserons les leurs, s'ils lâchent des centaines de bombes nous en lâcherons des milliers. » Hitler modifia alors sa stratégie et décida de bombarder les villes britanniques et plus particulièrement Londres en guise de représailles.

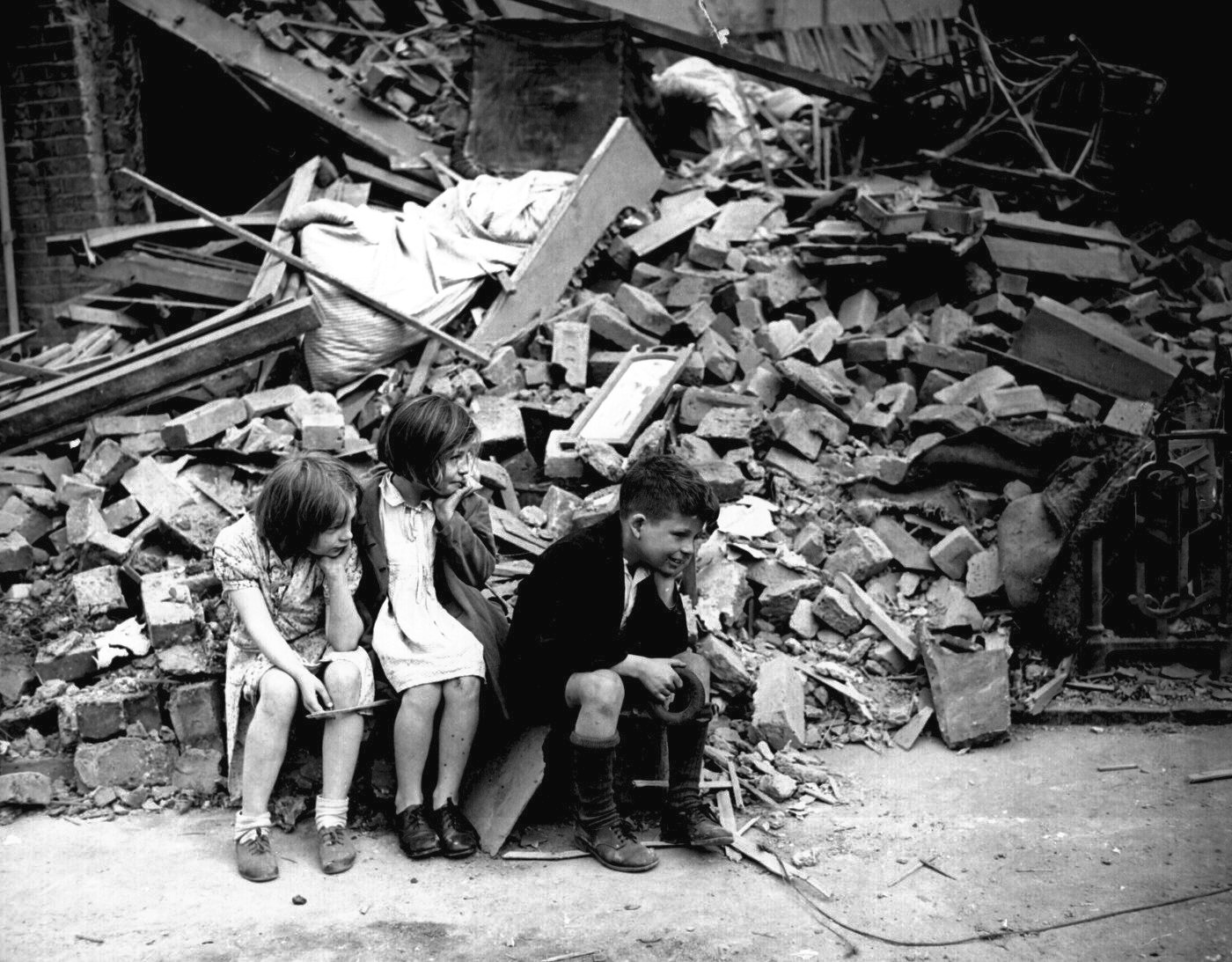
Ruines dans la banlieue est de Londres, septembre 1940.

Dès le 7 septembre, dans l'espoir d'abattre le moral ennemi, le bombardement de Londres débute. Ce Blitz frappa en premier lieu les quartiers populaires de l'East End de Londres. Le raid le plus violent frappa Coventry dans la nuit du 14 au 15 novembre. La propagande allemande inventa pour l'occasion le néologisme « coventryser » (coventrisieren) pour exprimer l'idée d'une destruction totale. Le Blitz se poursuivit jusqu’en mai 1941, ce qui permit à la RAF, vu la concentration des objectifs sur les grandes villes, de se « refaire une santé » : les avions et les hommes n'ayant plus qu'à attendre chaque vague sur le chemin des villes, puis au retour, de pourchasser les bombardiers, tandis que la DCA prenait le relais sur la zone.
Du 15 septembre et jusqu'au 10 mai 1941, pour échapper à la défense britannique, les bombardiers allemands intervinrent systématiquement de nuit, par vagues de 150 à 200 appareils à chaque fois. Les bombardements firent un total de 50 000 morts chez les civils. Constatant leur incapacité à vaincre la chasse adverse et la destruction quotidienne des barges de débarquement dans les ports de la Manche, Adolf Hitler reconnut son échec et renonça le 12 octobre à son projet d'invasion ; il retourna alors ses armes contre l'Europe de l'Est et l'Union soviétique.
La bravoure et la détermination de tous les pilotes britanniques, canadiens, australiens, néo-zélandais, américains, français, belges, polonais et de bien d’autres nationalités, en plus de l’erreur de Hitler de concentrer les attaques sur les villes, permirent d’empêcher l’invasion du Royaume-Uni. De plus, les pilotes alliés pouvaient compter sur l’avantage de combattre sur leur territoire. S’ils devaient se parachuter, ils étaient en quelques heures à nouveau opérationnels tandis qu’un pilote allemand était perdu.
Le réseau de radars disséminés sur toute la côte joua également un rôle déterminant, prévenant à temps les escadrilles d’interception et en les dirigeant de manière efficace. On lui doit notamment le Jeudi noir le 15 août 1940 qui vit d'énormes pertes allemandes.
Enfin, les chasseurs d'escorte allemands manquaient d'autonomie et devaient souvent abandonner les bombardiers au retour, les laissant ainsi vulnérables.
De juillet à octobre, 415 pilotes britanniques perdirent la vie dans cet affrontement décisif. Le Premier ministre Winston Churchill exprima dès le 20 août la reconnaissance des Britanniques à leur égard : « Jamais dans l'histoire des guerres tant de gens n'ont dû autant à si peu. »